# 隈部洋平
隈部 洋平（くまべ ようへい、1973年3月14日 - ）は、熊本県出身の俳優。有限会社ネオ・エージェンシー所属。身長174cm、体重54kg。

## 出演

### テレビドラマ

#### NHK
- ハチロー〜母の詩、父の詩〜（2005年） - 山際巌 役
- 次郎長背負い富士（2006年） - 長兵衛 役
- 行列48時間（2009年） - 行列1番目の男 役
- 大河ドラマ
  - 龍馬伝（2010年） - 上士 役
  - 青天を衝け（2021年） - 大黒屋六兵衛 役
  - どうする家康（2023年放送予定） - 増田長盛 役[1]
- 立花登青春手控え（2016年） - 辰五郎 役
- しもべえ（2022年） - 警備員（山形次郎） 役

#### 日本テレビ
- 探偵学園Q（2007年） - 森田裕一 役
- 銭華（2007年） - 橋本隆 役
- ハケンの品格（2007年） - 東洋平 役
- 三毛猫ホームズの推理（2012年） - 神田勇一 役
- 35歳の高校生（2013年） - 伊瀬谷亘 役
- 金田一少年の事件簿 第5シリーズ（2022年） - 島田刑事 役

#### TBS
- ラブ&ファイト（2001年） - 原進一 役
- ケータイ刑事 銭形泪（2004年） - 安藤一尋 役
- 放課後グルーヴ（2013年） - 礼二 役
- クロコーチ（2013年） - 灰谷竜次 役
- 月曜ミステリー劇場
  - 「カードGメン・小早川茜5」（2003年） - 中尾満 役
- 月曜ゴールデン
  - 「弁護士 一之瀬凛子2」（2010年） - 日野一繁 役

#### フジテレビ
- TEAM（1999年） - 吉村孝司 役
- 白い巨塔（2003年） - 葬儀屋社員 役
- ディビジョン1（2005年） - 多田松秀 役
- 産隆大學應援團（2005年） - 緒方拳二 役
- 救命病棟24時（2005年） - 妻木建夫 役
- CHANGE（2008年） - 森重利一 役
- コード・ブルー -ドクターヘリ緊急救命-（2008 - 2017年） - 相馬弁護士 役
- 絶対零度〜未解決事件特命捜査〜（2010年） - 高木英男（検事） 役
- 逃亡弁護士（2010年） - 下井 役
- パーフェクト・リポート（2010年） - 近藤誠二 役
- プロポーズ兄弟〜生まれ順別 男が結婚する方法〜（2011年）
- スイッチガール!!（2011年） - 樹本大 役
- ラストホープ（2013年） - 根津総一郎 役
- ストロベリーナイト（2013年） - 水内刑事 役
- ショムニ2013（2013年） - 波田雄二 役
- HERO（2014年） - 及川圭史 役
- リスクの神様（2015年） - 中山治夫 役
- ナオミとカナコ（2016年） - 西尾隆 役
- HOPE〜期待ゼロの新入社員〜（2016年） - 戸口宏 役
- 櫻子さんの足下には死体が埋まっている（2017年） - 新谷英一 役
- トクメイ!警視庁特別会計係（2023年） - 西尾伸介 役
- 金曜エンタテイメント
  - 「えなりかずきの少年探偵 事件でござる3」（2003年） - 蟹田航 役
- 金曜プレステージ
  - 「ハマの静香は事件がお好き4」（2009年） - 真実格造 役
  - 「悪女たちのメス」（2011年）
- 金曜プレミアム
  - 「浅見光彦シリーズ52」（2015年） - 藤田次男 役
- 世にも奇妙な物語
  - 「サプライズ」（2014年） - 佐藤秘書 役
  - 「しみ」（2020年） - 七峰周平 役

#### テレビ朝日
- スーパー戦隊シリーズ
  - 救急戦隊ゴーゴーファイブ（1999年） - 客 役
  - 忍風戦隊ハリケンジャー （2003年）- キャスター 役
- 霊感バスガイド事件簿（2004年） - 片桐勇作 役
- 女刑事みずき〜京都洛西署物語〜（2005年） - 樺山店長 役
- 半落ち（2007年） - 高野貢 役
- 特命係長 只野仁（2009年） - 河合豊 役
- TEAM -警視庁特別犯罪捜査本部-（2014年） - 村上一樹 役
- ドクターX〜外科医・大門未知子〜（2014年） - 萬田光路
- 警視庁・捜査一課長（2017年） - 三ツ木貢 役
- トットちゃん!（2017年） - 上原富夫 役
- 白日の鴉（2018年） - 長谷川学 役
- 科捜研の女（2018年） - 栗山勝典 役
- 特捜9（2019年） - 深田尚道 役
- 土曜ワイド劇場
  - 「法医学教室の事件ファイル21」（2005年） - 佐々木淳 役
  - 「タクシードライバーの推理日誌39」（2016年） - 湯沢英也 役

#### テレビ東京
- 三匹のおっさん〜正義の味方、見参!!〜（2014年） - 原田隆憲 役
- 女と愛とミステリー
  - 「小樽運河殺人案内1」（2003年） - 岸憲二 役

#### WOWOW
- 孤高のメス（2019年） - 村上理 役
- トップリーグ（2019年） - 植木真人 役
- オペレーションZ〜日本破滅、待ったなし〜（2020年） - 和田良二 役
- 華麗なる一族（2021年） - 橋爪 役

### バラエティー
- 雲の上の虚構船（2011年）

### 映画
- シン・ゴジラ（2016年） - 尾高泰之[2]